# Torre de Casa la Abadía (Arro)
La Torre de Casa la Abadía de Arro es un monumento, declarado Bien de Interés Cultural por el Gobierno de Aragón en España.

## Ubicación
Esta vivienda fortificada se encuentra en Arro, pequeña localidad del Pirineo de Huesca, que sin embargo posee dos viviendas de este tipo, la ya mencionada que se encuentra en la única calle del núcleo, en la parte más alta y Casa Lanao.

## Las casas torreadas del Alto Aragón
Este tipo de construcciones del siglo XVI son abundantes en el Alto Aragón porque, en ese periodo, se vivieron momentos especialmente convulsos y las familias con posibles optaron por ocuparse de su propia seguridad. 
El bandolerismo, los conflictos contra los señores, los levantamientos de estos contra el rey, las guerras religiosas francesas que atravesaban las fronteras hicieron de varias comarcas oscenses un territorio especialmente complicado. Este contexto tan delicado origina la construcción de un centenar de casas torreadas, destinadas a la habitación pero con elementos militares que garantizaban la seguridad. Casa La Abadía, una de las más importantes del Alto Aragón, se destinaba para uso del sacerdote del pueblo.

## Descripción
La estructura de Casa Abadía de Arro está formada por un cuerpo rectangular que corresponde a la vivienda, cerrada en su lado noreste por una torre circularfortificada que alberga una escalera de caracol. Este recurso constructivo es habitual en edificación religiosa y civil. 
Un ejemplo cercano lo podemos encontrar en el reconstruido palacio de Formigales o en la iglesia de la Asunción de Castejón de Sobrarbe.
La vivienda de Casa Abadía presenta cuatro plantas de altura y un espacio bajo cubierta o falsa. Es una obra de mampostería de apariencia sólida y compacta. Posee un patio central descubierto, donde lamentablemente se edificó hace algunas décadas el depósito de abastecimiento de agua de la población.
La planta baja de la vivienda es un espacio abovedado que antiguamente albergaba la bodega.
La construcción original data del s. XVI, ampliándose con la construcción del bloque sur en el s. XVII. 
Para poder acceder a Arro, tomaremos la carretera de Aínsa en dirección a Campo. 

## Protección
Este monumento fue declarado Bien de Interés Cultural por la Orden de 17 de abril de 2006, del departamento de Educación, Cultura y Deporte del Gobierno de Aragón.